# بتلدورف
بتلدورف (به آلمانی: Betteldorf) یک شهر در آلمان است که در فولکانایفل واقع شده‌است. بتلدورف ۲۹۰ نفر جمعیت دارد.